# District de Sōsa

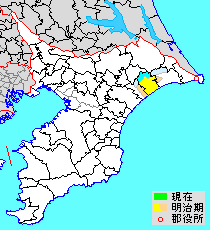
carte du district de Sōsa

Le district de Sōsa (匝瑳郡, Sōsa-gun) est un ancien district de la préfecture de Chiba au Japon.

## Histoire
- Le 8 décembre 1915, la ville de Fukuoka est renommée Yōkaichiba.
- Le 3 novembre 1945, plusieurs villages du district de Katori, Itaka, Yoshida, Hiyoshi et Toyowa, sont annexés au district de Sōsa.
- Le 31 mars 1954, les villages de Heiwa, Tsubakimi, Sosa, Toyosaka, Suga, Kyoko, Yoshida, Iitaka et Toyowa s'annexent au village de Yōkaichiba.
- Le 3 mai 1954, les villages de Nanjo, Toyo, Shirahama et Hiyoshi fusionnent pour former la ville d'Hikari.
- Le 1er juin 1954, Les villages de Kyowa et de Toyohata fusionnent pour former la ville de Asahi.
- Le 1er juillet 1954, le village de Yōkaichiba atteint le statut de ville.
- Le 17 juillet 1954, les villages de Sakae et de Noda fusionnent pour former la ville de Nosaka.
- Le 23 janvier 2006, les villes de Nosaka et de Yōkaichiba fusionnent pour former la ville de Sōsa.
- Le 27 mars 2006, la ville d'Hikari fusionne avec la ville de Yokoshiba du district de Sanbu pour former la ville de Yokoshibahikari. Le district se dissous ensuite.